# تفجير بغداد 18 يناير 2004
في الساعة الثامنة صباح يوم 18 يناير 2004، وقع تفجير انتحاري في المنطقة الخضراء في الكرخ ببغداد في العراق. قام المهاجم بتفجير قنبلة تزن 500 كيلوغرام في شاحنة بيك أب من طراز تويوتا بينما كان متوقفا في طابور سيارات الدخول إلى المقر الرئيسي للولايات المتحدة. أدى الإنفجار إلى مقتل 24 شخصًا وإصابة العشرات وإشتعال السيارات.

## خلفية
كانت المنطقة الخضراء من أكثر المناطق تحصينًا في العاصمة العراقية بعد غزو العراق عام 2003، حيث ضمّت المقرات الحكومية الرئيسية، ومكاتب البعثات الدبلوماسية، ومراكز قيادة قوات الاحتلال. ومع ذلك، كانت هدفًا متكررًا للهجمات المسلحة والتفجيرات الانتحارية، نظرًا لرمزيتها وموقعها الحساس.

## تفاصيل الهجوم
وفقًا لشهادات شهود عيان، وقع الانفجار أثناء ذروة الصباح، عندما كانت عشرات السيارات تصطف بانتظار التفتيش الأمني. أدى الانفجار إلى تدمير عدد من المركبات المدنية والعسكرية، وتهشم النوافذ في المباني القريبة، كما سُمع دويّه في معظم أحياء بغداد.

## الخسائر
تضاربت الأرقام حول حصيلة الضحايا، حيث أشارت بعض التقارير إلى مقتل 20 شخصًا وإصابة 63 آخرين، بينما ذكرت تقارير أخرى أن عدد القتلى وصل إلى 25، والمصابين إلى نحو 130 شخصًا.

## التحقيق
لم تعلن أي جهة مسؤوليتها فور وقوع التفجير، لكن السلطات العراقية وقوات الاحتلال رجّحت أن الهجوم يحمل بصمات جماعات مسلّحة مرتبطة بتنظيمات متشددة كانت تنشط في العراق خلال تلك الفترة.

## ردود الفعل
أدان مجلس الحكم العراقي المؤقت الهجوم واعتبره استهدافًا لجهود إعادة الإعمار والاستقرار. كما عززت قوات الاحتلال إجراءات التفتيش والحماية في مداخل المنطقة الخضراء بعد الحادث مباشرة.

## في سياق أوسع
يُعد هذا التفجير واحدًا من سلسلة هجمات كبيرة شهدها العراق عام 2004، منها تفجيرات عاشوراء في العراق 2004 التي أسفرت عن مقتل أكثر من 170 شخصًا في كربلاء والكاظمية.